# Federação Portuguesa de Badminton

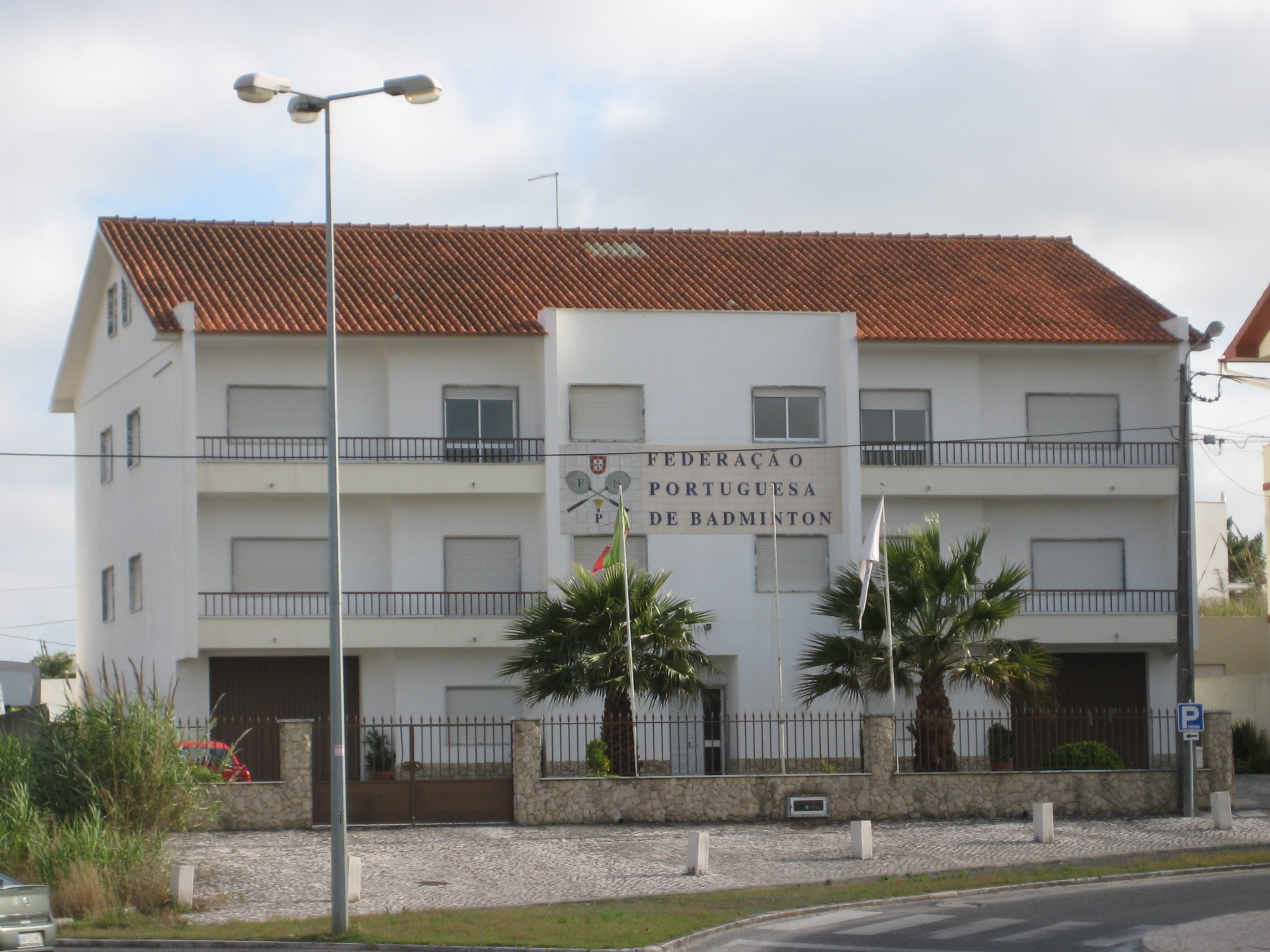
Der Sitz des Badmintonverbandes in Caldas da Rainha

Die Federação Portuguesa de Badminton (dt. Badmintonföderation Portugals, FPB) ist die oberste nationale administrative Organisation in der Sportart Badminton in Portugal.
Sie gehört dem Comité Olímpico de Portugal an, dem portugiesischen Nationalen Olympischen Komitee. Ihren Hauptsitz hat die FPB in Caldas da Rainha, wo sie auch ihr Leistungszentrum (port.: Centro de Alto Rendimento, CAR) unterhält, und wo auch eine Vielzahl nationaler und internationaler Wettbewerbe ausgetragen wird.

## Geschichte
Der Verband wurde im Juli 1954 gegründet und im März 1955 Mitglied im Weltverband BWF, damals noch als International Badminton Federation bekannt. 1977 wurde der portugiesische Verband Mitglied im europäischen Dachverband Badminton Europe, der damals noch als European Badminton Union firmierte.

## Bedeutende Veranstaltungen, Turniere und Ligen
- Portugal International
- Einzelmeisterschaften
- Mannschaftsmeisterschaften
- Juniorenmeisterschaften

## Persönlichkeiten

### Präsidenten
- Horácio Miranda de Ornelas Bento Gouveia, aktueller Verbandspräsident
- Jorge Barbosa Pereira da Cruz, ehemaliger Verbandspräsident

### Bedeutende Spieler
Frauen
- Peggy Brixhe (1925–2014), war in Tennis und Badminton gleichermaßen erfolgreich
- Isabel Rocha (* 1945), Spielerin in den 1960er und 70er Jahren, Gewinnerin von 32 nationalen Titeln
- Filipa Lamy (* 1980), ihrem ersten nationalen Sieg 1996 folgte eine Vielzahl auch internationaler Trophäen

 Männer
- José Bento (* 1946), erfolgreicher Spieler der 1970er Jahre, Rekordtitelträger Portugals
- Hugo Rodrigues (* 1967), erreichte über 20 nationale Titel, dazu einige internationale Erfolge
- Marco Vasconcelos (* 1971), Olympiateilnehmer und mehrmaliger port. Meister, auch international erfolgreich